# 어딕션 (영화)
《어딕션》(영어: The Addiction)은 1995년 개봉한 미국의 흡혈귀 공포 흑백 영화로, 에이블 페라라가 감독을 맡았다.

## 줄거리
뉴욕 대학교 철학 전공 대학원생이 뉴욕에서 흡혈귀에게 물린 후 흡혈 욕망에 시달리기 시작한다.

## 출연
- 릴리 테일러
- 크리스토퍼 워컨
- 애너벨라 쇼라
- 이디 팰코
- 폴 칼더론
- 프레드로 스타
- 캐스린 어비
- 마이클 임피리올리
- 저멜 시먼스